# Hypodesis
Hypodesis là một chi bọ cánh cứng trong họ 
Elateridae.
Chi này được miêu tả khoa học năm 1834 bởi Latreille.

## Các loài
Các loài trong chi này gồm:
- Hypodesis aureipilis Champion, 1896
- Hypodesis auricoma Champion, 1896
- Hypodesis chrysomalla Candèze, 1863
- Hypodesis cribricollis Candèze, 1863
- Hypodesis penicillata Candèze, 1863
- Hypodesis punctata Candèze, 1863
- Hypodesis sericea Latreille, 1834
- Hypodesis viridipennis Champion, 1896
- Hypodesis vittata Candèze, 1863